# Peščeni stolpi pri Stobu
Peščeni stolpi pri Stobu (bolgarsko Stoбски пирамиди) so skalne tvorbe, znane kot peščeni stolpi, ki stojijo ob vznožju gorskega masiva Rila v jugozahodni Bolgariji. Obsegajo območje 0,7 km² blizu vasi Stob v okraju Kjustendil. Skalne tvorbe so na pobočju visoke do 12 m, pri dnu pa debele do 40 m. Njihova oblika je večinoma stožčasta do gobasta. Nekateri stolpi imajo na vrhu ploščate kamne.

## Lega
Peščeni stolpi stojijo ob zahodnem vznožju pogorja Rila na Balkanskem polotoku na nadmorski višini med 600 in 750 m. Zasedajo greben Klisure, usmerjen v dolino Rilske reke, levega pritoka reke Struma . So oddaljeni manj kot en kilometer vzhodno od vasi Stob v občini Kočerinovo, okraj Kjustendil. Ležijo približno 83 km južno od glavnega mesta Sofije in 18 km severno od mesta Blagoevgrad .

## Geologija in nastanek
Geološko so peščeni stolpi pri Stobu del Blagoevgradskega grabna, ki ga sestavljajo jezersko dno, aluvialni in poševni nanosi iz pliocenske in pleistocenske epohe. Zgradile so jih predkambrijske metamorfne kamnine. Obstajata dve geološki formaciji: Džersmanova formacija je sestavljena iz alevrolita (meljevec), gline in peščenjaka; Barakovo je zgrajena iz konglomerata in peščenjaka.
Med pliocenom je bilo območje na dnu plitvega jezera, kjer so se nabirali sedimenti, ki tvorijo 200 in 250 m debel sloj, sestavljen iz majhnih drobcev z veliko gline. Barva je bela do rumenkasta. Ta tvori temelje stolpov, vendar erozija razkriva le majhne obliže. Zgornji pleistocenski sloj je rdečkast z izmeničnimi plastmi kamnitega konglomerata in rahlo sprijetim peščenjakom ter večjimi skalnimi deli, ki izvirajo s pobočij Rile.
Glavni dejavnik za nastanek peščenih stolpov pri Stobu je erozija zaradi padavin. Dežne kapljice prodrejo v rahlo sprijete usedline in jih neprestano izpirajo. Lega kamnin v sloju določa kraj, velikost in obliko vsakega stolpa, ker preprečujejo odrgnino spodnjih plasti. Pokriva jih 1 cm debel plašč iz krhke gline, ki je bila opečena na soncu in ščiti krhke peščenjake in zavira erozijo.

## Opis
Peščeni stolpi pri Stobu se razlikujejo po obliki od ostre do stožčaste in gobaste. Približno polovico tvorb kronajo skale, katerih površina je včasih dva do trikrat večja od preseka stolpa spodaj. Njihova višina v povprečju znaša od 6 do 10 m, vendar lahko doseže do 12 m; debelina pri dnu je do 40 m . Večina jih je obrnjena v južni smeri, nekaj pa je tudi združenih na severnih pobočjih grebena. Skupine posameznih stolpov so bile tudi poimenovane, na primer: Stolpi, Bratje, Kladiva, Poročni par, Konice, Samodivini dimniki, itd. 
So turistična znamenitost, čeprav niso tako priljubljena kot veliko večji Melniški peščeni stolpi. Skalne tvorbe so lahko dostopne po avtocesti A3 in vzporedni cesti prvega razreda I-1, ki sta del evropske mreže cest E79 po dolini Strume. Cesta III-107 se odcepi od I-1 v občinskem središču Kočerinovo in pelje 7 km proti severovzhodu do Stoba.
Stolpi so bili leta 1964 razglašeni za naravno znamenitost s skupnim zavarovanim območjem, velikim 7,4 hektarja ali 0,74  km2.